# Yer Blues
A Yer Blues az angol rockegyüttes, a The Beatles dala az 1968-as azonos címet viselő (vagy más néven Fehér Album) dupla nagylemezről. Bár Lennon–McCartney szerzeményként jelölték meg, a dalt valójában John Lennon írta és komponálta az együttes indiai, Risikés-ben való tartózkodásának idején. A dal a blues zene paródiája, kifejezetten a blues angol imitátorait figurázza ki.

## A dal szerkezete
Lennon elmondása szerint miközben Indiában "próbálta elérni Istent, és szuicid hajlamúnak érezte magát" bluesdalt szeretett volna írni, de nem volt biztos abban, hogy képes lenne utánozni olyan elismert előadókat, mint Sleepy John Estes és más művészeket, akiket az iskola évei alatt hallgatott. A Yer Blues-ban erre a bizonytalanságra utal Bob Dylan Ballad of a Thin Man című művéből ismert Mr. Jones karaktere, valamint a harmadik versszak, amely Robert Johnson Hellhound on My Trail című dalból merít. Ehelyett Lennon megírta és komponálta saját dalát a blues brit utánzóinak paródiájaként, amely csípős gitárszólókat, valamint rock and roll ihletésű swing blues részeket is tartalmaz.
A félig szatirikus, félig komoly dal gúnyosan elismeri az 1968-as brit blues fellendülést és a zenei sajtó akkori vitáját, hogy a fehérek énekelhetik-e a bluest. Walter Everett szerint a dal "súlyos komolysága... meghazudtolja a zeneszerző szatirikus hangvételét". Lennon ezt énekli: "If I ain't dead already, girl you know the reason why." A Beatles életrajzírója, Jonathan Gould ezt „viccnek” értelmezi, amelynek senki sem tudja az okát – vagy ami azt illeti, mit is kellene jelentenie ezeknek a bluesos poétikáknak. Gould a Yer Blues-t a kulturális realizmus példájának nevezte meg, amely megkülönböztette a Beatles-t brit zenei kortársaiktól: "Elfogadták azt a gondolatot, hogy az afroamerikai zene bizonyos kifejező formái, kivéve az önparódia tárgyát , amelyen kívül helyezkednek el az élményeik birodalmán, és így túlmutatnak az énekes érzelmi tartományukon."
A dal E-dúr hangvételű, de sok blues-számhoz hasonlóan ebben is jól láthatóak az olyan véletlenek, mint a G♮, D♮ és B♭. Elsősorban 6/8-ad ütemű, de mint Lennon több dallamánál az időmérték és a tempót is sokszor módosul.

## Rögzítése
A Yer Blues-t az EMI Studios 2. studiójának "mellékletében" vették fel, ami valójában egy nagy szekrény volt a vezérlőteremben. 2016-ban Paul McCartney így emlékezett vissza: "Erről a feszességről beszéltünk, erről a bádogba csomagolt dologról. Szóval bejutottunk egy kis szekrénybe – egy szekrénybe, amelyben mikrofonvezetékek és dolgok voltak, dobkészlettel, erősítőkkel. a falak, egy mikrofon Johnnak. A Yer Blues-t élőben csináltuk, és nagyon jó volt." A The Beatles Anthology sorozatnak adott interjúiban Ringo Starr szeretettel emlékszik vissza, hogy ezt a dalt lecsupaszított körülmények között rögzítette, mondván, olyan volt, mint az együttes régi élő fellépései. A szám lecsupaszított, bluesos jellege hasonlóságot mutat Lennon korai szólóprodukcióinak nagy részével,mint  a Cold Turkey dal és az 1970-es John Lennon/Plastic Ono Band album. Ezenkívül elvonulást jelent az aggodalmak elől, amelyeket Lennon az ilyen stúdiókísérletekkel és dalok írásával vezetett le, mint a Tomorrow Never Knows és a Strawberry Fields Forever esetében. A szám a Glass Onion, a While My Guitar Gently Weeps, a Mean Mr. Mustard és a Sun King mellett egyike azon kevés Beatles-daloknak, amelyekben Paul McCartney egy 1966-os Fender Jazz Bass típusú gitárt használt, nem pedig a jobbjára ismert 1963-as Höfner 500/1 Violin Bass vagy 1964-es Rickenbacker 4001S-LH (Fire-glo) típusú basszusgitárja. A felvétel élő hangzásához hozzájárulva a dallamok között hangos üvöltözés hallatszik a zenekar tagjaitól.

## Élőben
Közvetlenül a The Beatles album 1968 év végi megjelenése után Lennon előadta a Yer Blues 4 perc 27 másodperces feldolgozását a The Rolling Stones Rock and Roll Circus koncertfilmen, a The Dirty Mac névre keresztelt zenekarral (ő és Eric Clapton szólógitáron, Keith Richards basszusgitáron és Mitch Mitchell pedig dobon játszott). Az előadást egy 4 perc 49 másodperces hosszúságú boogie hangszeres jam követte Whole Lotta Yoko címmel, Ivry Gitlis disszonáns avantgárd hegedűssel és Yoko Ono énekével. A felvételt eredetileg nem sugározták a televíziókban, és ez az előadás évtizedekig csak kalózfelvételen volt elérhető. Végül 1996-ban jelent meg hivatalosan CD-n és videón is. Lennon közreműködése a Dirty Mac együttessel volt az első élő fellépése a The Beatles utolsó, 1966-os koncertjei óta, amely valószínűleg hozzájárult az élő fellépések iránti újbóli lelkesedéséhez. (Lásd: Give Peace a Chance és a Live Peace in Toronto 1969 koncert)
1969. szeptember 13-án a The Plastic Ono Band közreműködésével John Lennon ismét előadta a dalt a torontoi Rock and Roll Revival fesztiválon.

## Közreműködött

### The Beatles-változat
Ian MacDonald szerint:
- John Lennon – ének, elektromos gitár
- Paul McCartney – vokál, basszusgitár
- George Harrison – elektromos gitár
- Ringo Starr – dob

### The Dirty Mac-változat
Bánosi György és Tihanyi Ernő szerint:
- John Lennon (The Beatles) – ének, ritmusgitár
- Eric Clapton (Cream) – szólógitár
- Keith Richards (The Rolling Stones) – basszusgitár
- Mitch Mitchell (the Jimi Hendrix Experience) – dob

### The Plastic Ono Band-változat (a Live Peace in Toronto 1969 koncerten)
Bánosi György és Tihanyi Ernő szerint:
- John Lennon – ének, ritmusgitár
- Yoko Ono – vokál
- Eric Clapton – szólógitár
- Klaus Voormann – basszusgitár
- Alan White – dob

## Feldolgozások
- Phish[13]
- Ringo Sheena

## Forrás
- Bánosi György – Tihanyi Ernő: Beatles zenei kalauz. Az együttzenélés és a szólóévek. 1958–1999. Budapest: Anno Kiadó, 1999. ISBN 963-853-895-3
- Ian MacDonald: A fejek forradalma. A Beatles és a hatvanas évek. (ford. Révbíró Tibor) Budapest: Helikon Kiadó, 2015. ISBN 978-963-227-468-3
- Molnár Imre–Molnár Gábor: Halhatatlan Beatles. Lírai monográfia; magánkiadás, Budapest, 2001. (újrakiadás) ISBN 963-500-451-6

## Külső hivatkozások
Allan W. Pollack megjegyzései a Yer Blues dalhoz